# Tóth János (tanár)
Tóth János (Nyőgér (Vas vármegye), 1804. november 7. – Szeged, 1887. augusztus 6.) bölcseleti doktor, királyi tanácsos, piarista áldozópap, kormánytanácsos és népiskolai felügyelő.

## Élete
Tóth György polgár és Szabó Katalin fia. A gimnáziumi I-VI. osztályokat Szombathelyt járta és 1820. október 10-én lett novícius Trencsénben. Mint próbaéves tanított Kalocsán 1822-24-ben Ekkor Vácon a filozófiát hallgatta két évig és Pesten az egyetemen bölcseletdoktorrá avatták; 1826-27-ben teológus volt Nyitrán, 1827-28-ban Szentgyörgyön és ez év október 11-én pappá szentelték Nyitrán.
Tanár volt 1828-29-ben Vácon, 1829-től 1852-ig Szegeden a líceumban, amikor a tanyai népiskolák, a tanítóképző és az alreáliskola igazgatójává nevezték ki. Ezen állásában a város közoktatásának alapvetője és felvirágoztatója volt. Érdemeiért 1861-ben koronás arany érdemkeresztet, 1867-ben királyi tanácsosi címet kapott. 1868-ban lemondott a főreáliskola igazgatóságáról és a polgári leányiskolák szervezéséhez fogott; 1873-tól azoknak igazgatója lett. A népiskolai törvény behozatalával a tanyai iskolák felügyelőjévé nevezték ki. Gazdag fizikai múzeumát 1876-ban, könyvtárát 1881-ben a szegedi polgári leányiskolának adta.
Cikkei: a szegedi polgári leányiskola Értesítőjében (1868. A jó nevelés valódi kincsei, 1874. A polgári leányiskola kezdeményezése, 1875. Mit várhatunk a polgári leányiskolától? 1876. A nyilvános nőnevelés, 1877. Az anyák jogos követelései leányiskoláinktól, 1880. Búcsúhangok az intézetből, 1881. A házi neveléstan a polgári leányiskolában, 1882. Emlékcsokor a nevelői pálya virányairól, 1888. Emlékbeszéd); a szegedi reáltanoda Értesítőjében (1871. Minő eredmény várható a szegedi reáltanoda intézettől?); a szegedi tanyai iskolák Értesítőjében (1882. Emléklap a szegedi tanyai iskolákról, A szegedi tanyai népoktatás multja napjainkig, 1884. A király az ásotthalmi iskolánál, A király-szobor leleplezése, 1886. A hazafiság alapja, 1888. A tanyai iskoláztatás értékesítése városunkban).

## Munkái
- Propositiones ex physica in lyc. l. reg. civ. Szegediensis ex institutionibus 1845. 11. febr. Szegedini, 1845
- Történeti emlék a szegedi felsővárosi szt. György temploma romjaiból újonnan épített elemi iskola felszentelésére és ünnepélyes megnyitására. Uo. 1859
- Jóakaratú megjegyzések a szegedi iparosok Emlékiratára. Uo. 1866

## Emlékezete
- Nevét viseli a Szegedi SzC Mórahalmi Tóth János Szakképző Iskolája és Garabonciás Kollégiuma.